# Nuévalos
Nuévalos – gmina w Hiszpanii, w prowincji Saragossa, w Aragonii, o powierzchni 41,84 km². W 2011 roku gmina liczyła 350 mieszkańców.